# Pietro Ferdinando d'Asburgo-Lorena
Pietro Ferdinando d'Asburgo-Lorena (nome completo: Peter Ferdinand Salvator Karl Ludwig Maria Joseph Leopold Anton Rupert Pius Pancraz von Habsburg-Lothringen; Salisburgo, 12 maggio 1874 – Sankt Gilgen, 8 novembre 1948) è stato un nobile e militare austriaco, nato arciduca d'Austria, tenne questo titolo sino al suo rientro in Austria quando vi dovette rinunciare ai sensi della vigente legge.

## Biografia

### Infanzia
Pietro Ferdinando nacque a Salisburgo, all'epoca dell'Impero austro-ungarico, quarto dei dieci figli di Ferdinando IV, granduca titolare di Toscana, e della sua seconda moglie, Alice di Borbone-Parma. I suoi nonni paterni furono Leopoldo II di Toscana, l'effettivo ultimo granduca regnante, morto a Roma nel 1870, e la principessa Maria Antonietta delle Due Sicilie, che sarebbe morta nel 1898 e che pertanto conobbe il nipote Pietro Ferdinando. I suoi nonni materni, già morti alla sua nascita, furono Carlo III di Parma e Luisa Maria di Borbone-Francia, nipote di Carlo X, ultimo re di Francia della dinastia dei Borbone.

### Matrimonio
L'8 novembre 1900, a Cannes in Francia, convolò a nozze con la principessa Maria Cristina di Borbone-Due Sicilie, figlia di Alfonso di Borbone-Due Sicilie, conte di Caserta, e di Maria Antonietta di Borbone-Due Sicilie, eredi presuntivi del trono delle Due Sicilie.

### Carriera militare
Prestando servizio militare sotto l'esercito imperiale, ottenne il grado di Generale di Corpo d'Armata. Durante la Grande Guerra, lui e suo fratello Giuseppe Ferdinando combatterono per l'Austria in Galizia, contro i russi.

### Ultimi anni e morte
Dopo il crollo dell'Impero tutti gli Asburgo furono esiliati e Pietro Ferdinando visse dal 1919 al 1935 a Lucerna, in Svizzera. Quando il governo austriaco gli permise di tornare in Austria, acquistò una villetta a Sankt Gilgen, vicino a Salisburgo.

### Titoli
Il 20 dicembre 1866 suo padre Ferdinando IV di Toscana con tutti i suoi fratelli, figli di Ferdinando e della sua seconda moglie, rientrarono nella Casa Imperiale e la Casa di Toscana cessò di esistere come casa reale autonoma, venendo riassorbita da quella imperiale austriaca; a Ferdinando IV fu permesso di mantenere la sua fons honorum vita natural durante, mentre i figli divennero solo Principi Imperiali (Archiduchi/Arciduchesse d'Austria) e non più Principi/Principesse di Toscana: Ferdinando IV abdicò ai diritti dinastici al Granducato di Toscana (1870) a favore dell'Imperatore Francesco Giuseppe d'Austria e pertanto anche i suoi discendenti persero ogni diritto dinastico sulla Toscana. Il Gran Magistero dell'Ordine di Santo Stefano cessò invece con la morte di Ferdinando IV. L’imperatore Francesco Giuseppe I (1830-1916) aveva infatti proibito, dopo la morte del granduca Ferdinando IV avvenuta nel 1908, di assumere i titoli di granduca o di principe o principessa di Toscana. 
Comunque, entro il 1961, anno della rinuncia alle pretese dinastiche e politiche di Ottone d'Asburgo-Lorena, tutti i discendenti in linea maschile di Leopoldo II di Toscana, ultimo granduca di Toscana già effettivamente regnante sino ala 1859, avevano rinunciato ai loro titoli e diritti dinastici 

## Discendenza
L'arciduca Pietro Ferdinando e la principessa Maria Cristina di Borbone-Due Sicilie ebbero quattro figli:
- Arciduca Goffredo d'Austria (1902-1984)

∞ Principessa Dorotea Teresa di Baviera
- Arciduchessa Elena (1903-1924)

∞ Filippo Alberto, duca di Württemberg;
- Arciduca Giorgio (1905-1952)

∞ Marie Valerie von Waldburg-Zeil-Hohenems;
- Arciduchessa Rosa (1906-1983)

∞ Filippo Alberto, duca di Württemberg

## Ascendenza
|                                                |                         |                                                    | Genitori                                |  |  | Nonni |  |  | Bisnonni                            |  |  | Trisnonni                            |  |
|                                                |                         |                                                    |                                         |  |  |       |  |  | Ferdinando III, Granduca di Toscana |  |  | Leopoldo II, Sacro Romano Imperatore |  |
|                                                |                         |                                                    |                                         |  |  |       |  |  | Ferdinando III, Granduca di Toscana |  |  | Leopoldo II, Sacro Romano Imperatore |  |
|                                                |                         | Infanta Maria Luisa di Spagna                      |                                         |  |  |       |  |  | Ferdinando III, Granduca di Toscana |  |  |                                      |  |
| Leopoldo II, Granduca di Toscana               |                         |                                                    |                                         |  |  |       |  |  | Ferdinando III, Granduca di Toscana |  |  |                                      |  |
|                                                |                         | Principessa Luisa Maria Amalia di Napoli e Sicilia | Ferdinando I delle Due Sicilie          |  |  |       |  |  |                                     |  |  |                                      |  |
|                                                |                         | Principessa Luisa Maria Amalia di Napoli e Sicilia | Ferdinando I delle Due Sicilie          |  |  |       |  |  |                                     |  |  |                                      |  |
|                                                |                         | Principessa Luisa Maria Amalia di Napoli e Sicilia | Arciduchessa Maria Carolina d'Austria   |  |  |       |  |  |                                     |  |  |                                      |  |
| Ferdinando IV, Granduca di Toscana             |                         | Principessa Luisa Maria Amalia di Napoli e Sicilia |                                         |  |  |       |  |  |                                     |  |  |                                      |  |
|                                                |                         | Francesco I delle Due Sicilie                      | Ferdinando I delle Due Sicilie          |  |  |       |  |  |                                     |  |  |                                      |  |
|                                                |                         | Francesco I delle Due Sicilie                      | Ferdinando I delle Due Sicilie          |  |  |       |  |  |                                     |  |  |                                      |  |
|                                                |                         | Francesco I delle Due Sicilie                      | Arciduchessa Maria Carolina d'Austria   |  |  |       |  |  |                                     |  |  |                                      |  |
| Principessa Maria Antonietta delle Due Sicilie |                         | Francesco I delle Due Sicilie                      |                                         |  |  |       |  |  |                                     |  |  |                                      |  |
|                                                |                         | Infanta Maria Isabella di Spagna                   | Carlo IV di Spagna                      |  |  |       |  |  |                                     |  |  |                                      |  |
|                                                |                         | Infanta Maria Isabella di Spagna                   | Carlo IV di Spagna                      |  |  |       |  |  |                                     |  |  |                                      |  |
|                                                |                         | Infanta Maria Isabella di Spagna                   | Principessa Maria Luisa di Parma        |  |  |       |  |  |                                     |  |  |                                      |  |
| Pietro Ferdinando                              |                         | Infanta Maria Isabella di Spagna                   |                                         |  |  |       |  |  |                                     |  |  |                                      |  |
|                                                | Carlo II, Duca di Parma | Ludovico I di Etruria                              |                                         |  |  |       |  |  |                                     |  |  |                                      |  |
|                                                | Carlo II, Duca di Parma | Ludovico I di Etruria                              |                                         |  |  |       |  |  |                                     |  |  |                                      |  |
|                                                | Carlo II, Duca di Parma | Infanta Maria Luisa di Spagna                      |                                         |  |  |       |  |  |                                     |  |  |                                      |  |
| Carlo III, Duca di Parma                       | Carlo II, Duca di Parma |                                                    |                                         |  |  |       |  |  |                                     |  |  |                                      |  |
|                                                |                         | Principessa Maria Teresa di Savoia                 | Vittorio Emanuele I di Sardegna         |  |  |       |  |  |                                     |  |  |                                      |  |
|                                                |                         | Principessa Maria Teresa di Savoia                 | Vittorio Emanuele I di Sardegna         |  |  |       |  |  |                                     |  |  |                                      |  |
|                                                |                         | Principessa Maria Teresa di Savoia                 | Arciduchessa Maria Teresa d'Austria     |  |  |       |  |  |                                     |  |  |                                      |  |
| Principessa Alice di Parma                     |                         | Principessa Maria Teresa di Savoia                 |                                         |  |  |       |  |  |                                     |  |  |                                      |  |
|                                                |                         | Carlo Ferdinando, Duca di Berry                    | Carlo X di Francia                      |  |  |       |  |  |                                     |  |  |                                      |  |
|                                                |                         | Carlo Ferdinando, Duca di Berry                    | Carlo X di Francia                      |  |  |       |  |  |                                     |  |  |                                      |  |
|                                                |                         | Carlo Ferdinando, Duca di Berry                    | Maria Teresa di Savoia                  |  |  |       |  |  |                                     |  |  |                                      |  |
| Principessa Luisa d'Artois                     |                         | Carlo Ferdinando, Duca di Berry                    |                                         |  |  |       |  |  |                                     |  |  |                                      |  |
|                                                |                         | Principessa Carolina delle Due Sicilie             | Francesco I delle Due Sicilie           |  |  |       |  |  |                                     |  |  |                                      |  |
|                                                |                         | Principessa Carolina delle Due Sicilie             | Francesco I delle Due Sicilie           |  |  |       |  |  |                                     |  |  |                                      |  |
|                                                |                         | Principessa Carolina delle Due Sicilie             | Arciduchessa Maria Clementina d'Austria |  |  |       |  |  |                                     |  |  |                                      |  |
|                                                |                         | Principessa Carolina delle Due Sicilie             |                                         |  |  |       |  |  |                                     |  |  |                                      |  |